# Middleton, Nova Scotia
Middleton är en ort i Kanada. Den är belägen i provinsen Nova Scotia, i den sydöstra delen av landet, 800 km öster om huvudstaden Ottawa. Middleton är beläget 20 meter över havet och antalet invånare är 1 680.
Terrängen runt Middleton är platt åt nordost, men åt sydväst är den kuperad. Middleton ligger nere i en dal. Närmaste större samhälle är Greenwood, 11,4 km öster om Middleton. 
I omgivningarna runt Middleton växer i huvudsak blandskog. Runt Middleton är det glesbefolkat, med 17 invånare per kvadratkilometer. Inlandsklimat råder i trakten. Årsmedeltemperaturen i trakten är 5 °C. Den varmaste månaden är juli, då medeltemperaturen är 18 °C, och den kallaste är januari, med −9 °C. Genomsnittlig årsnederbörd är 1 941 millimeter. Den regnigaste månaden är december, med i genomsnitt 313 mm nederbörd, och den torraste är augusti, med 84 mm nederbörd.